# Casamontanara
Casamontanara è una frazione del comune di Genga in provincia di Ancona, situata a circa 400 m s.l.m. in prossimità delle Grotte di Frasassi.
Il piccolo paese di cui la frazione è composta è immerso nel verde, mentre da Nord ad Est la visuale è coperta dalla collina, da Est ad Ovest si può ammirare un bellissimo panorama.